# Kwas azelainowy
Kwas azelainowy (łac. acidum azelaicum), HOOC−(CH
2)
7−COOH – organiczny związek chemiczny z grupy kwasów dikarboksylowych. Topi się w temperaturze 106–108 °C i wrze w temperaturze 225 °C (przy 10 mmHg).
Kwas azelainowy charakteryzuje się działaniem przeciwbakteryjnym i przeciwzapalnym oraz w mniejszym stopniu działaniem złuszczającym. Hamuje rozwój bakterii Propionibacterium acnes, odgrywających istotną rolę w patogenezie trądziku. Polecany jest pacjentom z atopowym zapaleniem skóry. Dodatkowym jego działaniem jest hamowanie syntezy melaniny (barwnika skóry), co wykorzystywane jest do leczenia trądziku pospolitego, różowatego i przebarwień.